# Kitsilano
Kitsilano är en stadsdel i Vancouver, Kanada.   Den ligger i provinsen British Columbia, i den sydvästra delen av landet, 3 500 km väster om huvudstaden Ottawa. Kitsilano ligger 21 meter över havet och antalet invånare är 40 595.
Terrängen runt Kitsilano är huvudsakligen platt, men norrut är den kuperad. Havet är nära Kitsilano åt nordväst.Runt Kitsilano är det mycket tätbefolkat, med 4 842 invånare per kvadratkilometer.. Närmaste större samhälle är Vancouver, 3,9 km sydost om Kitsilano.